# Lampetis desmarestii
Lampetis desmarestii es una especie de escarabajo del género Lampetis, familia Buprestidae. Fue descrita científicamente por Thomson en 1878.